# Altavilla Irpina
Altavilla Irpina är en kommun i provinsen Avellino, i regionen Kampanien. Kommunen hade 4 158 invånare (2017) och gränsar till kommunerna Arpaise, Ceppaloni, Chianche, Grottolella, Petruro Irpino, Pietrastornina, Prata di Principato Ultra, Sant'Angelo a Scala samt Tufo.